# Метод Доплера

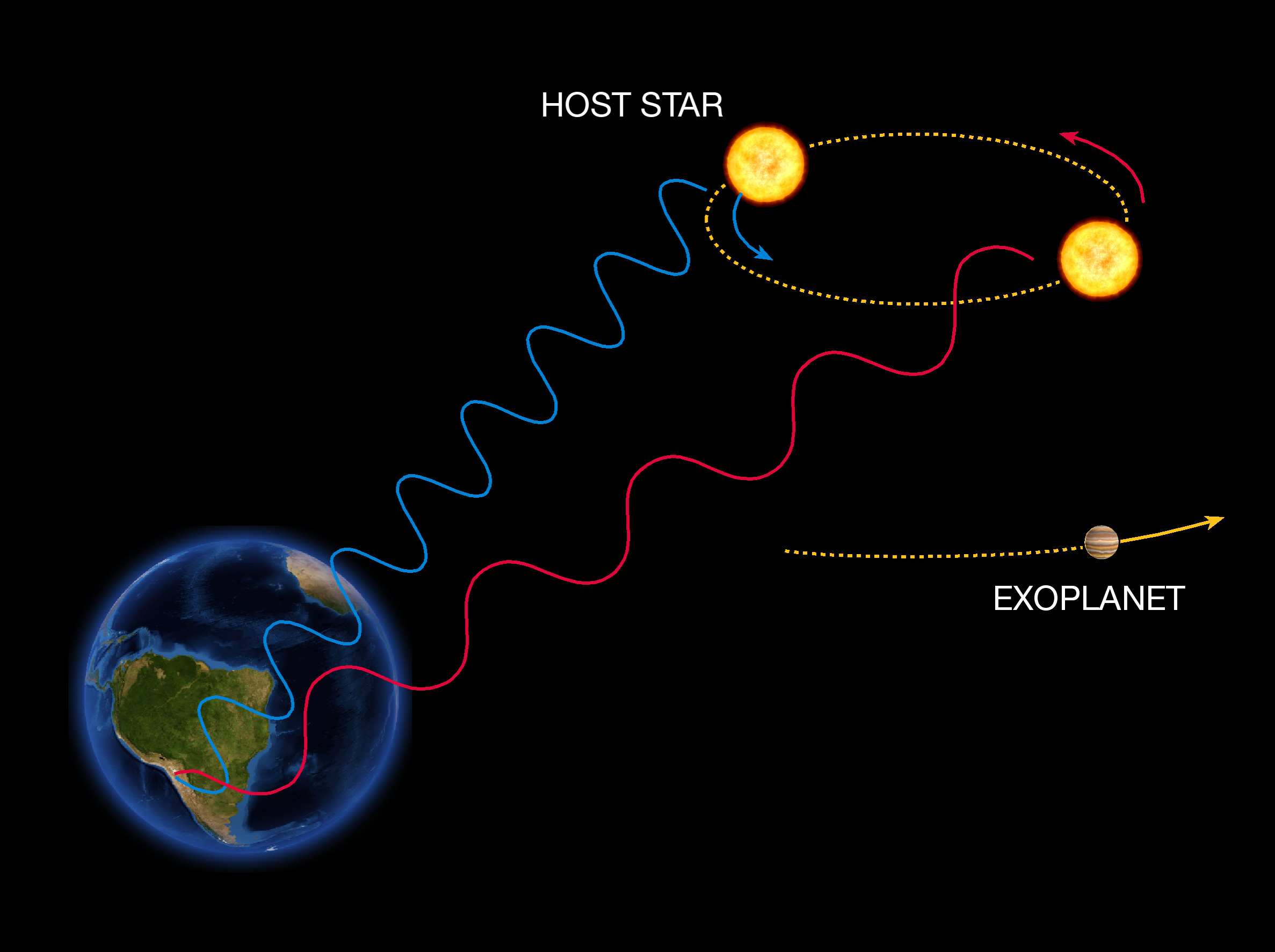
Допплерівська спектроскопія виявляє періодичні зміни радіальної швидкості, реєструючи варіації кольору світла від головної зорі. Коли зоря рухається до Землі, її спектр зміщується в блакитний бік, а коли вона віддаляється від нас — в червоний. Аналізуючи ці спектральні зсуви, астрономи можуть зробити висновок про гравітаційний вплив планети на зорю.

Діаграма ілюструє рух зорі в результаті обертання навколо спільного центру мас з планетою.

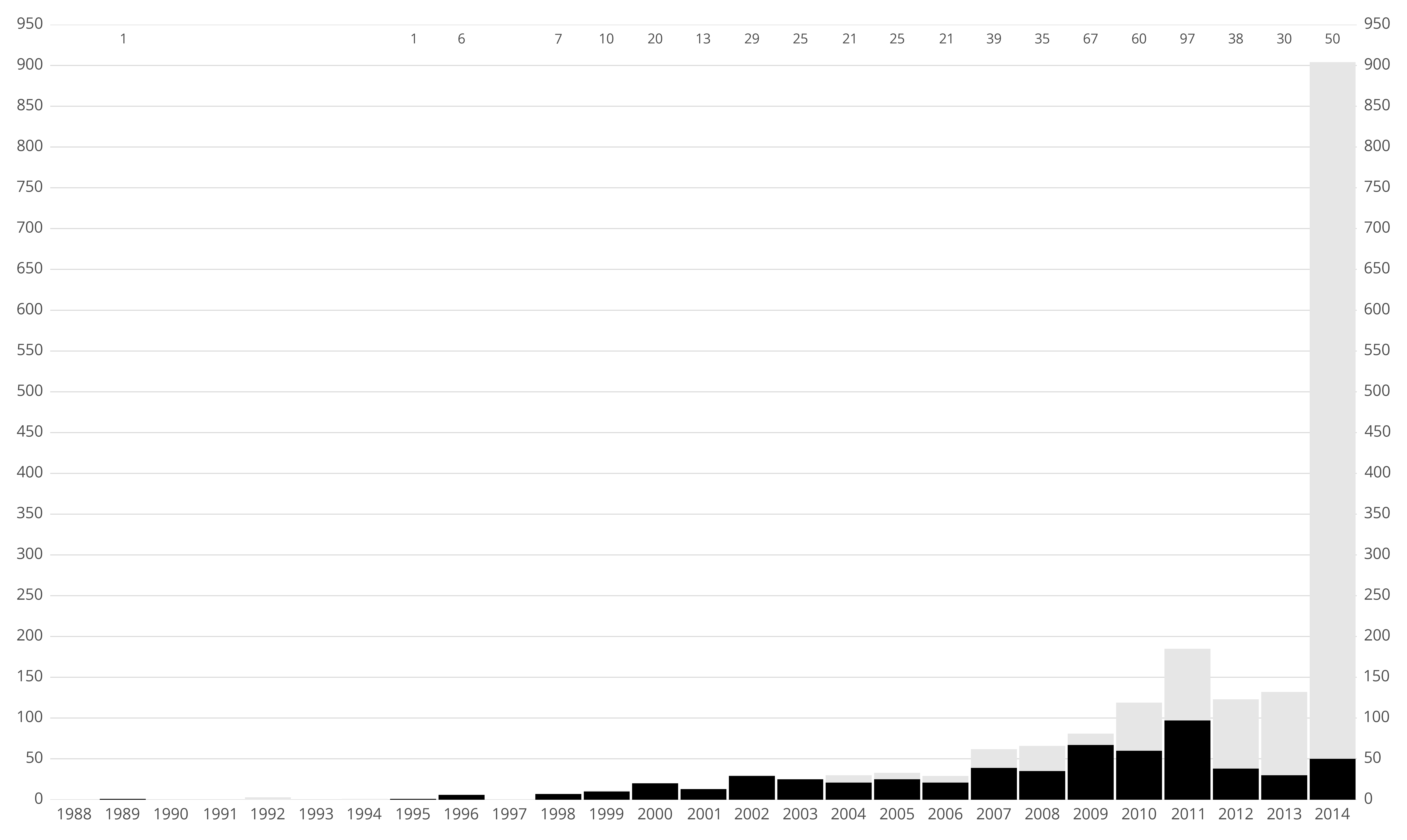
Екзопланети, відкриті за роками. Частка відкритих методом Доплера екзопланет показана чорним.

Метод Доплера (також доплерівська спектроскопія або метод радіальної швидкості) — метод виявлення екзопланет, коричневих карликів і невидимих тьмяних компонентів подвійних зір шляхом вимірювання променевої швидкості зорі через періодичні зсуви її спектрльних ліній внаслідок ефекту Доплера. Рух зорі відбувається навколо спільного центру мас з невидимим тьмяним компонентом. 
Цей метод дозволяє визначити період обертання невидимого компонента, ексцентриситет його орбіти і нижню границю його маси {\displaystyle ~M_{j}\sin \alpha }. Кут {\displaystyle ~\alpha } між площиною орбіти і площиною зображення при цьому залишається невідомим, що унеможливлює точне визначення маси тіла та розміру його орбіти.
Метод Доплера є другим після методу транзитної фотометрії за кількістю виявлених екзопланет. Станом на листопад 2022 року за допомогою доплерівської спектроскопії було відкрито 1018 позасонячних планет (приблизно 19,5 % від загальної кількості). Перше відкриття екзопланети цим методом було зроблене Мішелєм Майором і Дідьє Кело 1995 року і відмічено Нобелівською премією з фізики за 2019 рік.

## Історія
У 1952 році Отто Струве запропонував використовувати потужні спектрографи для виявлення далеких планет. Він описав, як дуже велика планета, така як Юпітер, змусить її материнську зорю злегка коливатися через обертання зорі й планети навколо спільного центру мас. Він передбачив, що невеликі доплерівські зсуви через безперервну зміну радіальної швидкості будуть виявлені найчутливішими спектрографами як крихітні червоні та сині зсуви у випромінюванні зорі. Однак технологія того часу дозволяла вимірювання радіальної швидкості з похибкою в 1000 м/с або більше, що робило цей метод непридатним для виявлення планет. Очікувані зміни радіальної швидкості дуже незначні — Юпітер змушує Сонце змінювати швидкість приблизно на 12,4 м/с протягом 12 років, а вплив Землі становить лише 0,1 м/с протягом 1 року — тому потрібні тривалі спостереження інструментами з дуже високою роздільною здатністю.
Удосконалення технології спектрометрів у 1980-х і 1990-х призвело до інструментів, придатних до виявлення екзопланет. Спектрограф ELODIE, встановлений в обсерваторії Верхнього Провансу на півдні Франції в 1993 році, міг вимірювати зміщення радіальних швидкостей на рівні 7 м/с, достатньому, щоб позаземний спостерігач міг виявити вплив Юпітера на Сонце. Використовуючи цей інструмент, астрономи Мішель Майор і Дідьє Кело 1995 року ідентифікували 51 Pegasi b, «гарячий Юпітер» у сузір'ї Пегаса. Хоча раніше планети були виявлені на орбіті пульсарів, 51 Pegasi b стала першою планетою, виявленої га орбіті навколо зорі головної послідовності. 2019 року Майор і Кело були нагороджені за зроблене ними відкриття Нобелівською премією з фізики.
У листопаді 1995 року вчені опублікували свої висновки в журналі Nature. Відтоді було ідентифіковано понад 1000 екзопланет-кандидатів, багато з яких були виявлені за допомогою доплерівських пошукових програм, зокрема Ліксько-Карнезького, Англо-Австралійського та Женевському пошуку екзопланет.
Починаючи з початку 2000-х друге покоління спектрографів для пошуку екзопланет дозволило проводити набагато точніші вимірювання. Спектрограф HARPS, встановлений в обсерваторії Ла-Сілья в Чилі в 2003 році, може ідентифікувати зміщення радіальних швидкостей лише на 0,3 м/с. Це достатньо, щоб знайти багато кам'яних, схожих на Землю планет.

## Методологія
Проводиться серія спостережень спектра зорі. Можуть бути виявлені періодичні зміни в спектрі, при цьому довжина хвилі характерних спектральних ліній у спектрі регулярно збільшується та зменшується протягом певного періоду часу. Потім до набору даних застосовуються статистичні фільтри, щоб усунути ефекти спектру з інших джерел і виділити в сигналі періодичну синусоїду.
Якщо буде виявлено позасонячну планету, мінімальну масу планети можна визначити за змінами радіальної швидкості зорі. Щоб знайти точнішу масу, потрібно знати нахил орбіти планети. Графік залежності виміряної радіальної швидкості від часу дасть характеристичну криву (синусоїду у випадку кругової орбіти), а амплітуда кривої дозволить обчислити мінімальну масу планети за допомогою функції мас.
Баєсова періограма Кеплера — це математичний алгоритм, який використовують для виявлення однієї чи кількох позасонячних планет за послідовними вимірюваннями радіальної швидкості зорі, навколо якої вони обертаються. Він передбачає баєсів статистичний аналіз даних радіальної швидкості з використанням апріорного розподілу ймовірностей у просторі, визначеного одним або кількома наборами кеплерових орбітальних параметрів. Цей аналіз можливо здійснювати за допомогою методу Монте-Карло марківських ланцюгів (МКМЛ).
Хоча радіальна швидкість зорі дає лише мінімальну масу планети, якщо спектральні лінії планети можна відрізнити від спектральних ліній зорі, тоді можна знайти радіальну швидкість самої планети, і це дає нахил орбіти планети, а отже, можна визначити фактичну масу планети. Першою нетранзитною планетою, масу якої було знайдено таким чином, була Тау Волопаса b у 2012 році, коли в інфрачервоній частині спектру було виявлено моноксид вуглецю.

## Приклад
Графік праворуч ілюструє синусоїду за допомогою доплерівської спектроскопії для спостереження радіальної швидкості уявної зорі, навколо якої обертається планета на круговій орбіті. Спостереження справжньої зорі дадуть подібний графік, хоча ексцентриситет орбіти викривить криву та ускладнить наведені нижче розрахунки.
Ця теоретична швидкість зорі показує періодичні варіації ±1 м/с, що свідчить про наявність маси на орбіті, яка справляє гравітаційний вплив на цю зорю. Використовуючи третій закон Кеплера, спостережуваний період обертання планети навколо зорі (період синусоїди на графіку спостережуваних коливань спектру зорі) можна використовувати для визначення відстані планети від зорі ({\displaystyle r}), використовуючи таке рівняння:
{\displaystyle r^{3}={\frac {GM_{\mathrm {star} }}{4\pi ^{2}}}P_{\mathrm {star} }^{2}\,}.
Тут:
- r — відстань планети від зорі
- G — гравітаційна стала
- M star — маса зорі
- P star — період обертання планети навколо зорі

Визначивши {\displaystyle r}, за допомогою закону тяжіння Ньютона можна розрахувати швидкість планети навколо зорі {\displaystyle V_{\mathrm {PL} }}:
{\displaystyle V_{\mathrm {PL} }={\sqrt {GM_{\mathrm {star} }/r}}\,}.
Тоді масу планети можна знайти з її обчисленої швидкості:
{\displaystyle M_{\mathrm {PL} }={\frac {M_{\mathrm {star} }V_{\mathrm {star} }}{V_{\mathrm {PL} }}}\,},
де {\displaystyle V_{\mathrm {star} }} — швидкість зорі. Спостережувана доплерівська швидкість, {\displaystyle K=V_{\mathrm {star} }\sin(i)}, де i — нахил орбіти планети до лінії, перпендикулярної до променя зору.
Таким чином, припускаючи значення нахилу орбіти планети та маси зорі, можна знайти масу позасонячної планети.
Наступна таблиця ілюструє значення променевих швидкостей, викликаних різними екзопланетами, і показує, які з них можна відкрити за допомогою методу Доплера. Для порівняння в таблицю також додані деякі планети Сонячної системи.
| Планета     | Тип планети </br>    | Велика піввісь </br> (а.о.) | Орбітальний період </br> | Променева швидкість зорі </br> (РС) | Виявляється за:                           |
| ----------- | -------------------- | --------------------------- | ------------------------ | ----------------------------------- | ----------------------------------------- |
| 51 Пегаса b | Гарячий Юпітер       | 0,05                        | 4,23 дня                 | 55,9                                | Спектрограф першого покоління             |
| 55 Рака d   | Газовий гігант       | 5.77                        | 14,29 років              | 45,2                                | Спектрограф першого покоління             |
| Юпітер      | Газовий гігант       | 5.20                        | 11,86 років              | 12,4                                | Спектрограф першого покоління             |
| Глізе 581 c | Супер-Земля          | 0,07                        | 12,92 днів               | 3,18                                | Спектрограф другого покоління             |
| Сатурн      | Газовий гігант       | 9.58                        | 29,46 років              | 2.75                                | Спектрограф другого покоління             |
| L 98-59 b   | Планета земної групи | 0,02                        | 2,25 дня                 | 0,46                                | Спектрограф третього покоління            |
| Нептун      | Крижаний гігант      | 30.10                       | 164,79 років             | 0,281                               | Спектрограф третього покоління            |
| Земля       | Населена планета     | 1,00                        | 365,26 днів              | 0,089                               | Спектрограф третього покоління (імовірно) |
| Плутон      | Карликова планета    | 39.26                       | 246,04 років             | 0,00003                             | Не виявляється                            |

## Обмеження методу
Основним обмеженням доплерівської спектроскопії є те, що вона може вимірювати лише рух вздовж променя зору, тому оцінка маси планети залежить від вимірювання (або оцінки) нахилу орбіти планети. Якщо площина орбіти планети збігається з променем зору спостерігача, то виміряна зміна радіальної швидкості зорі є справжнім значенням. Однак, якщо площина орбіти відхиляється від променя зору, то вплив планети на рух зорі буде більшим, ніж виміряна зміна радіальної швидкості зорі, яка є лише компонентом уздовж променя зору. У результаті справжня маса планети буде більшою, ніж виміряно.
Щоб компенсувати цей ефект і таким чином визначити справжню масу позасонячної планети, вимірювання радіальної швидкості можна поєднати з астрометричними спостереженнями, які відстежують рух зорі вздовж площини неба, перпендикулярної до променя зору. Астрометричні вимірювання дозволяють перевірити, чи об'єкти, які здаються планетами з великою масою, є коричневими карликами.
Іншим недоліком є те, що газова оболонка навколо певних типів зір може розширюватися та стискатися, а деякі зорі є змінними. Цей метод непридатний для пошуку планет навколо цих типів зір, оскільки зміни в спектрі випромінювання зір, викликані внутрішньою змінністю зорі, можуть сховати невеликий ефект, спричинений планетою.